# Amomum dealbatum
Amomum dealbatum là một loài thực vật có hoa trong họ Gừng. Loài này được William Roxburgh (1751-1815) đặt tên năm 1814, nhưng chỉ được bổ sung mô tả khoa học đầu tiên năm 1820 sau khi ông mất.

## Phân bố
Loài này có ở Ấn Độ (Assam), Bangladesh, Bhutan, Lào, Myanmar, Nepal, Thái Lan, Trung Quốc, Việt Nam. Nó được tìm thấy ở cao độ 120-1.280 m (400-4.200 ft). Mọc trong rừng thường xanh và rừng sớm rụng lá vùng đất thấp, rừng thường xanh trên núi, đôi khi trên đá vôi.